# Queyrac
Queyrac é uma comuna francesa na região administrativa da Nova Aquitânia, no departamento da Gironda. Estende-se por uma área de 30,51 km². Em 2010 a comuna tinha 1 390 habitantes (densidade: 45,6 hab./km²).